# دومینیک بلیزارد
دومینیک بلیزارد (انگلیسی: Dominic Blizzard؛ زادهٔ ۲ سپتامبر ۱۹۸۳) بازیکن فوتبال اهل بریتانیا است.
از باشگاه‌هایی که در آن بازی کرده‌است می‌توان به باشگاه فوتبال یئوویل تاون، باشگاه فوتبال استوک‌پورت کانتی، باشگاه فوتبال بریستول راورز، باشگاه فوتبال میلتون کینز دونز، باشگاه فوتبال پلیموث آرگیل، باشگاه فوتبال واتفورد، و باشگاه فوتبال پورت ویل اشاره کرد.